# Thongdy Amnouayphone
Thongdy Amnouayphone (ur. 7 listopada 1976) – laotański lekkoatleta specjalizujący się w biegach sprinterskich, uczestnik letnich igrzysk olimpijskich.
Amnouayphone był chorążym reprezentacji Laosu na Letnich Igrzyskach Olimpijskich 1996 w Atlancie. Wystąpił w biegu sztafetowym 4 × 100 metrów razem z Poutavanh Phengthalangsy, Sisomphone Vongpharkdy i Souliyasak Ketkeolatsami. Laotańczycy zajęli ostatnie, 8. miejsce w eliminacjach z czasem 44,14 s i tym samym nie awansowali do półfinałów.
Jego rekord życiowy w biegu na 100 m to 11,05 s z 1999.